# Marché dirigé par les ordres
 (novembre 2021).
Si vous disposez d'ouvrages ou d'articles de référence ou si vous connaissez des sites web de qualité traitant du thème abordé ici, merci de compléter l'article en donnant les références utiles à sa vérifiabilité et en les liant à la section « Notes et références ».
Un marché dirigé par les ordres est un marché boursier où sont échangées des actions sans intervention d'un spécialiste à la surface financière et à l'expérience suffisantes pour bien connaître le marché et se porter directement contrepartie. Les investisseurs sont alors obligés de fractionner leurs ordres lorsque le volume de ceux-ci est trop important.

## Histoire
Les marchés dirigés par les ordres s'opposent, dans leur conception même, aux marchés dits « de contrepartie » ou « dirigé par les prix », qui ont dominé jusqu'au milieu des années 1980 en France et sont toujours utilisés à Wall Street. Ils sont apparus en Europe au milieu des années 1980, en particulier à la Bourse de Paris, qui a décidé de recourir à l'électronique, pour le marché des actions au comptant, sous la forme de marché dirigé par les ordres.
Dans un marché dirigé par les ordres, la liquidité dépend des ordres soumis par les participants, ce qui l'expose à une rupture de liquidité immédiate en cas de crise  dans les périodes de forte volatilité. Le marché a alors intérêt à favoriser la prolifération des carnets d’ordres, pour que la liquidité soit suffisante à garantir en permanence des cours relativement acceptables pour tous les intervenants.